# Ядрена обвивка
Ядрената обвивка се състои от две липопротеидни мембрани – вътрешна и външна, сходни по структура с другите клетъчни мембрани. Ядрената обвивка обгражда клетъчното ядро, като по този начин изолира ядрения материал от цитоплазмата. Ядрената обвивка е сложно образувание в периферията на ядрото. 
Външната ядрена мембрана е свързана с мембраните на ендоплазмената мрежа, така че пространството между двете мембрани преминава във вътрешното пространство на ендоплазмената мрежа. Пространството между двете мембрани се нарича перинуклеарно. Мембраните се различават по структура и по функция. Външната ядрена мембрана е много сходна на мембраната на ЕР и е свързана с мембраната на грануларния ЕР.
Характерна особеност на ядрената мембрана е наличието на пори, през които се транспортират големи молекули и надмолекулни комплекси от ядрото към цитоплазмата и обратно. Порите се образуват при сливането на двете мембрани. 